# Palmomyces
Palmomyces är ett släkte av svampar. Palmomyces ingår i ordningen Phyllachorales, klassen Sordariomycetes, divisionen sporsäcksvampar och riket svampar.
|            | Phaeochoraceae                         |
|            |                                        |
|            | Phyllachoraceae                        |
|            |                                        |
|            | Lichenochora                           |
|            |                                        |
|            | Mangrovispora                          |
|            |                                        |
| Palmomyces | \| \| Palmomyces montaneus \| \| \| \| |
|            | \| \| Palmomyces montaneus \| \| \| \| |
|            | Maculatifrondes                        |
|            |                                        |
|            | Phycomelaina                           |
|            |                                        |
|            | Uropolystigma                          |
|            |                                        |
|            | Lindauella                             |
|            |                                        |
|            | Cyclodomus                             |
|            |                                        |
|            | Palmomyces montaneus                   |
|            |                                        |

|  | Palmomyces montaneus |
|  |                      |